# دکیتر (میسیسیپی)
دکیتر (به انگلیسی: Decatur) شهرکی در ایالت میسیسیپی کشور ایالات متحده آمریکا است که جمعیت آن در سرشماری سال ۲۰۱۰ میلادی، ۱٬۸۴۱
نفر بوده‌است.